# ARFU Asian Rugby Championship 1984
L'Asian Rugby Championship 1984 (in inglese 1984 ARFU Asian Rugby Championship) fu il 9º campionato asiatico di rugby a 15 organizzato dall'ARFU, organismo continentale di governo della disciplina.
Si tenne tra il 21 e il 27 ottobre 1984 a Fukuoka in Giappone e vide il ritorno alla vittoria continentale della squadra di casa, per il suo ottavo titolo assoluto, dopo l'intermezzo della Corea del Sud campione nel 1982 che interruppe la serie di sette successi consecutivi nipponici.
Secondo formula ormai consolidata il campionato si tenne tra otto squadre divise su due gironi da quattro squadre ciascuno, la prima classificata di ognuno dei quali avrebbe disputato la finale per il titolo, mentre la seconda classificata si sarebbe conteso il terzo posto nella finale di consolazione.
Giappone e Corea del Sud si incontrarono al Kasuga Park di Fukuoka e la squadra di casa ebbe la meglio con il punteggio di 20 a 13; nonostante il repentino ritorno al vertice, per tutto il resto del decennio quella fu l'unica affermazione del Sol Levante, che tornò a laurearsi campione continentale solo nel 1992.
Nella finale di consolazione, Taipei cinese batté 30-3 la Thailandia per il terzo posto.

## Squadre partecipanti
| Girone A      | Girone B      |
| ------------- | ------------- |
| Corea del Sud | Giappone      |
| Malaysia      | Hong Kong     |
| Sri Lanka     | Singapore     |
| Thailandia    | Taipei cinese |

## Fase a gironi

### Girone A
| Data            | Incontro                   | Risultato | Sede    |
| --------------- | -------------------------- | --------- | ------- |
| 21 ottobre 1984 | Malaysia — Sri Lanka       | 12-14     | Fukuoka |
| 21 ottobre 1984 | Corea del Sud — Thailandia | 92-0      | Fukuoka |
| 23 ottobre 1984 | Corea del Sud — Malaysia   | 51-6      | Kasuga  |
| 23 ottobre 1984 | Sri Lanka — Thailandia     | 6-9       | Kasuga  |
| 25 ottobre 1984 | Corea del Sud — Sri Lanka  | 50-6      | Fukuoka |
| 25 ottobre 1984 | Malaysia — Thailandia      | 18-18     | Fukuoka |

#### Classifica
|    | Squadra       | G | V | N | P | P+  | P-  | P±   | PT |
| -- | ------------- | - | - | - | - | --- | --- | ---- | -- |
| A1 | Corea del Sud | 3 | 3 | 0 | 0 | 212 | 9   | +203 | 6  |
| A2 | Thailandia    | 3 | 1 | 1 | 1 | 27  | 116 | -89  | 3  |
|    | Sri Lanka     | 3 | 1 | 0 | 2 | 23  | 90  | -67  | 2  |
|    | Malaysia      | 3 | 0 | 1 | 2 | 36  | 83  | -47  | 1  |

### Girone B
| Data            | Incontro                    | Risultato | Sede    |
| --------------- | --------------------------- | --------- | ------- |
| 21 ottobre 1984 | Taipei cinese — Singapore   | 55-3      | Fukuoka |
| 21 ottobre 1984 | Giappone XV — Hong Kong     | 54-0      | Kasuga  |
| 23 ottobre 1984 | Hong Kong — Singapore       | 64-6      | Kasuga  |
| 23 ottobre 1984 | Giappone XV — Taipei cinese | 44-4      | Kasuga  |
| 25 ottobre 1984 | Taipei cinese — Hong Kong   | 18-9      | Fukuoka |
| 25 ottobre 1984 | Giappone XV — Singapore     | 84-6      | Fukuoka |

#### Classifica
|    | Squadra       | G | V | N | P | P+  | P-  | P±   | PT |
| -- | ------------- | - | - | - | - | --- | --- | ---- | -- |
| B1 | Giappone      | 3 | 3 | 0 | 0 | 182 | 10  | +172 | 6  |
| B2 | Taipei cinese | 3 | 2 | 0 | 1 | 72  | 50  | +22  | 4  |
|    | Hong Kong     | 3 | 1 | 0 | 2 | 67  | 70  | -3   | 2  |
|    | Singapore     | 3 | 0 | 0 | 3 | 12  | 203 | -191 | 0  |

## Finali

### Finale per il terzo posto
| Kasuga 27 ottobre 1984, ore 12:30 UTC+9 | Taipei cinese | 30 – 3 referto | Thailandia | Kasuga Park Stadium |

### Finale
| Arbitro: | Mike Haydon |

|                                 |      |                   |
| Chida 22’ Oyagi 56’ Toshima 68’ | mt   | 43’ Han Sang man  |
| Kobayashi 22’                   | tr   |                   |
| Kobayashi 17’, 40’              | c.p. | 7’, 20’, 63’ Moon |